# Knut Martin
Knut Alfred Martin, född 28 maj 1899 i Karlstad, död 9 juni 1959 i Stockholm, var en svensk skådespelare och regissör.
Martin studerade vid Dramatens elevskola 1924–1926.

## Filmografi

### Regi i urval
- 1935 – Flinka flickor
- 1937 – Pappas pojke
- 1938 – Hollywood på sadelplats
- 1939 – Bland päron och polkagrisar

### Roller
- 1931 – Generalen
- 1931 – Farornas paradis

## Teater

### Roller (ej komplett)
| År   | Roll                   | Produktion                                             | Regi          | Teater        |
| ---- | ---------------------- | ------------------------------------------------------ | ------------- | ------------- |
| 1925 | Ett bud                | Kameliadamen Alexandre Dumas d. y.                     | Olof Molander | Dramaten      |
| 1925 | Skarprättaren          | Sankta Johanna George Bernard Shaw                     | Gustaf Linden | Dramaten      |
| 1926 | Förste betjänten       | Henrik IV Luigi Pirandello                             | Gustaf Linden | Dramaten      |
| 1927 | Martin                 | Doktor Mirakel Robert de Flers och Franois de Croisset | Karl Hedberg  | Dramaten      |
| 1927 | Brown, detektiv        | Mysteriet Milton Edgar Wallace                         | Ernst Eklund  | Komediteatern |
| 1928 | Maxime de Bellencontre | Du skall ta mig Louis Verneuil                         | Ernst Eklund  | Komediteatern |
| 1928 | Doktor Beck            | Mördaren Hildur Dixelius                               | Ernst Eklund  | Komediteatern |
| 1929 | Pastor Kimbal          | Tolvskillingsoperan Bertolt Brecht och Kurt Weill      | Ernst Eklund  | Komediteatern |
| 1932 | Notarien               | Kanske en diktare Ragnar Josephson                     | Gösta Ekman   | Vasateatern   |

### Regi (ej komplett)
| År   | Produktion                 | Upphovsmän                                                               | Teater         |
| ---- | -------------------------- | ------------------------------------------------------------------------ | -------------- |
| 1927 | Dummerjöns                 | Hans Werner                                                              | Komediteatern  |
| 1933 | Vi Hallams                 | Rose Franken                                                             | Blancheteatern |
| 1934 | Ingen rädder Goodbye again | Allan Scott och George Height Översättning Nalle Halldén och S.S. Wilson | Blancheteatern |